# Frenchie Davis
Frenchie Davis, (Los Angeles, 1979. május 7. –) amerikai soul- és popénekesnő, színésznő, politikai aktívista. 2012-ben nyilvánosan felvállalta biszexualitását. Határozott és szókimondó szószólója a biszexuális közösségnek, az LMBTQ fiataloknak és a színes bőrű LMBTQ embereknek.

## Pályafutása
Davis Los Angelesben nőtt fel. 2014-ben képzőművészeti diplomát szerzett a Howard Egyetemen. 2000-ben szerepelt a Little Shop of Horrors és a Jesus Christ Superstar című színpadi darabokban a Schwäbisch Hall Open Air Theaterben. A nagyközönség előtt 2003-ban vált ismertté az American Idol második évadában. 
A tizelkilencéves korában sajátmagáról készített meztelen fotók miatt kizárták az American Idolból azzal az indokkal, hogy családi szórakoztató műsorról van szó. Négy évvel később az esemény ismét vitatott volt a médiában, mivel Antonella Barbát, a hatodik évad résztvevőjét nem zárták ki a versenyből, holott erotikus képei jelentek meg az interneten. A The View című talkshow-ban Elisabeth Hasselbeck azzal érvelt, hogy a különbség az volt, hogy Davist fizették a képekért, Barba képei pedig csak kiszivárogtak. Rosie O'Donnell úgy vélte, Davisnek szembe kellett volna néznie a következményekkel már csak a bőrszíne miatt is. Davis maga is pozitívumként értékelte, hogy Barbát nem zárták ki.
Színésznőként Davis számos Broadway-produkcióban bizonyított. 2003-ban szerepelt a Rent című darabban. 2010-ben debütált a Cocoa Love című rövidfilmben. Ugyanebben az évben jelölték a 2010-es Grammy-díjra a legjobb musicalalbum kategóriában. 2011-ben a The Voice USA-ban ötödik helyezést ért el. 
2012-ben felvállalta biszexualitását, és azóta az LMBT és a színes bőrű emberek jogaiért küzd. 2014-ben Venus szerepét játszotta a „Dumbbells” című vígjátékban. 2016-ban a gonosz bordélyház-tulajdonos Madame Jezabel szerepét játszotta a „Dead 7” című zombi-westernben. 2017-ben JoJo Dean volt a „We Are Family” című filmben.

## Albumok
- The View Upstairs
- When Love Takes Over
- Stand By Me
- Single Ladies (Put a Ring on It)
- Love's Got a Hold On Me
- Like a Prayer
- I Kissed a Girl

## Színház
- 2000: Little Shop of Horrors
- 2000: Jesus Christ Superstar
- 2003: Rent
- 2014: Dumbbells
- 2016: Dead 7
- 2017: We Are Family

## Filmek
- Frenchie Davis az IMDb-n

## Díjak
- 2017: Nathan Lee Graham és Wilson Cruz társaságában megosztva megkapta az LMBTQ Studies José Esteban Muñoz-díját.